# 1230-1239
De jaren 1230-1239 (van de christelijke jaartelling) zijn een decennium in de 13e eeuw.

## Meerjarige gebeurtenissen
Azië
- 1231 : De Mongolen veroveren het rijk van de Chorasmiden.
- 1234 : De Mongolen maken een eind aan de Jin-dynastie in China.
- 1236 : Batu Khan sticht de Gouden Horde.
- 1237 : Mongoolse invasie van Roes.
- 1238 : De Mongolen verslaan de Kyptsjaken.
- 1239 : De Mongolen veroveren Alanië.

Europa
- 1237 : Mohammed I ibn Nasr is de eerste sultan van de Nasridendynastie.
- 1238 : Mohammed I ibn Nasr sticht het Koninkrijk Granada.
- 1238 : Op 9 oktober deed koning Jacobus I van Aragón zijn intrede in de stad Valencia, stichtingsdatum van het Koninkrijk Valencia.

Lage landen
- De Fries-Drentse oorlog of Friese aanval op Drenthe 1231-1233 is een aanval op Drenthe, uitgevoerd door een Fries leger onder leiding van de Utrechtse bisschop Wilbrand van Oldenburg.

Afrika
- 1235 : De Zianiden scheuren zich af en heersen over het huidige Algerije.

Godsdienst
- In 1230 haalt de paus Raymundus van Peñafort naar Rome om als rechter aan de Penitentiaria, een van de pauselijke rechtbanken, te gaan fungeren. Tegelijk krijgt hij de opdracht om de vele duizenden decretalen, pauselijke vonnissen in briefvorm, te verzamelen en te redigeren tot een goed gestructureerd kerkelijk wetboek. Het resultaat, de Decretales Gregorii IX, meestal Liber Extra genoemd, verschijnt in 1234. De paus bepaalt dat voortaan enkel deze decretalen nog rechtskracht zullen bezitten (exclusieve werking). Gregorius IX stuurt exemplaren van de Liber Extra meteen ook aan de universiteiten van Bologna en Parijs.

Gezondheidszorg
- 1231 : Markgravin Elisabeth van Thüringen sterft. Het door haar gestichte hospitaal zal een bepalend rol spelen in de ontwikkeling van de gasthuizen in de middeleeuwen. Andere namen zijn Hospice of Hôtel-Dieu.

Wetenschap
- Mappa Mundi van Ebstorf

<< · 1230 · 1231 · 1232 · 1233 · 1234 · 1235 · 1236 · 1237 · 1238 · 1239 · >>
<< · 1200-1209 · 1210-1219 · 1220-1229 · 1230-1239 · 1240-1249 · 1250-1259 · 1260-1269 · 1270-1279 · 1280-1289 · 1290-1299 · >>